# Skjutande motor
- Övre vänster: de Havilland Vampire med skjutand jetmotor.
- Övre höger: Bell P-39 med skjutande motor men dragande propeller.
- Undre vänster: Dragster med skjutande motor.
- Undre höger: Aktersnurra på en båt.

Skjutande motor är en teknisk beskrivning som i sin enkelhet avser att ett motordrivet fordon har motorn monterad baktill i ekipaget och därmed ”skjuter” följande framför sig under gång. Motsatsen är ”dragande motor” (frammonterad motor). Motorns placering är viktig utifrån viktegenskaper med mera.
Begreppet används främst inom flygbruket och avser där att motorn som avses (kan va en kolvmotor eller reaktionsmotor) sitter bakom vingen.

## Skjutande propeller
Skjutande propeller är ett besläktat begrepp som istället avser att en drivande propeller sitter monterad bakom sin drivaxel i den riktning som fordonet ska gå åt och ”skjuter” denna framför sig under gång (jämför dragande propeller).
Skjutande propeller är standardkonfiguration för båtmotorer, utombordsmotorer och paramotorer men typen är inte helt ovanlig på propellerflygplan, zeppelinare och svävare. Historiskt har skjutande propeller även testats på spårfordon (se till exempel skenzeppelinare) och helikoptrar.

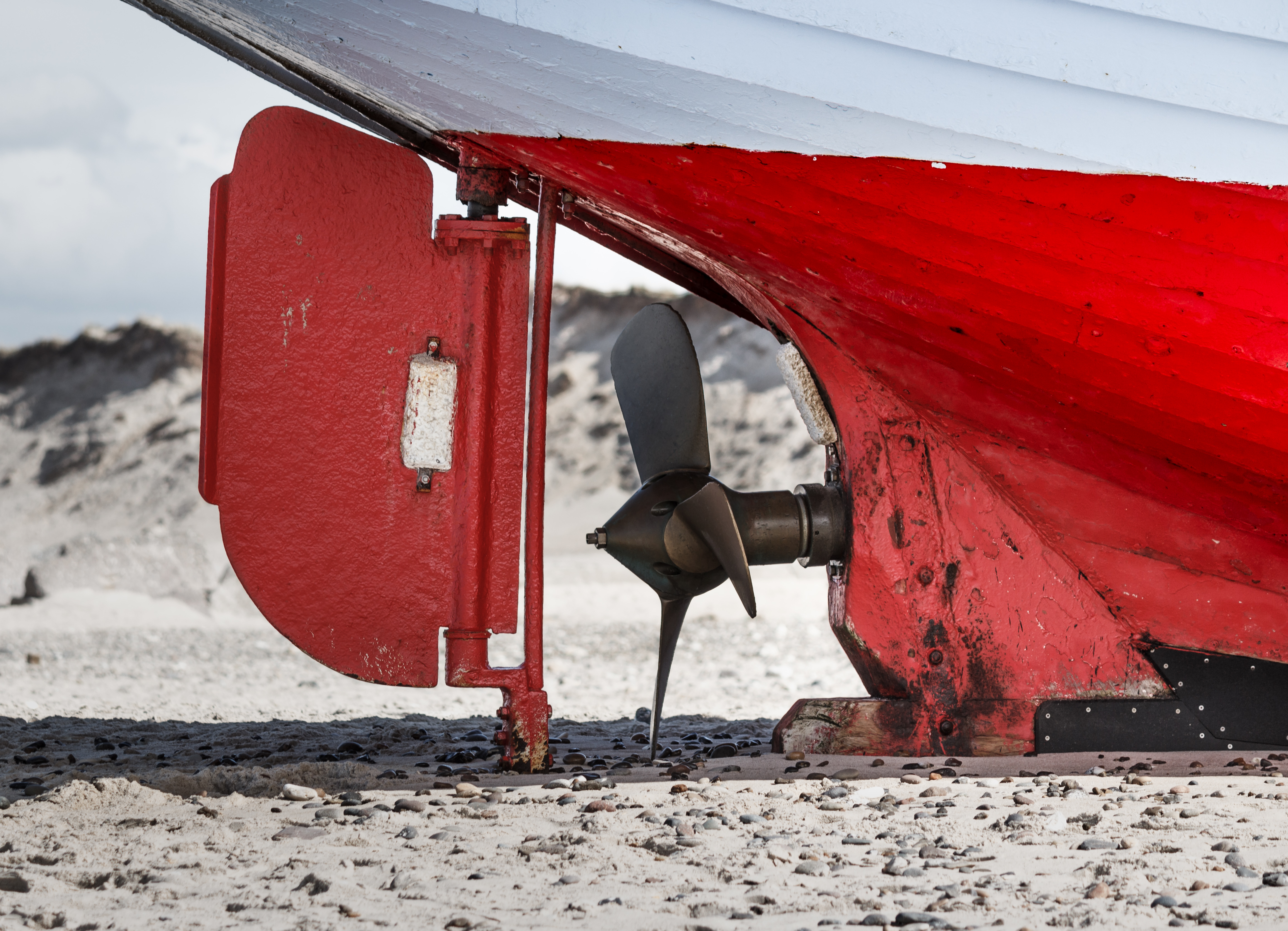
Skjutande propeller på båt.
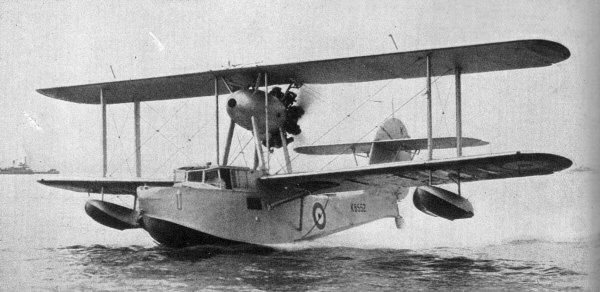
Skjutande propeller på flygbåt (Supermarine Walrus).
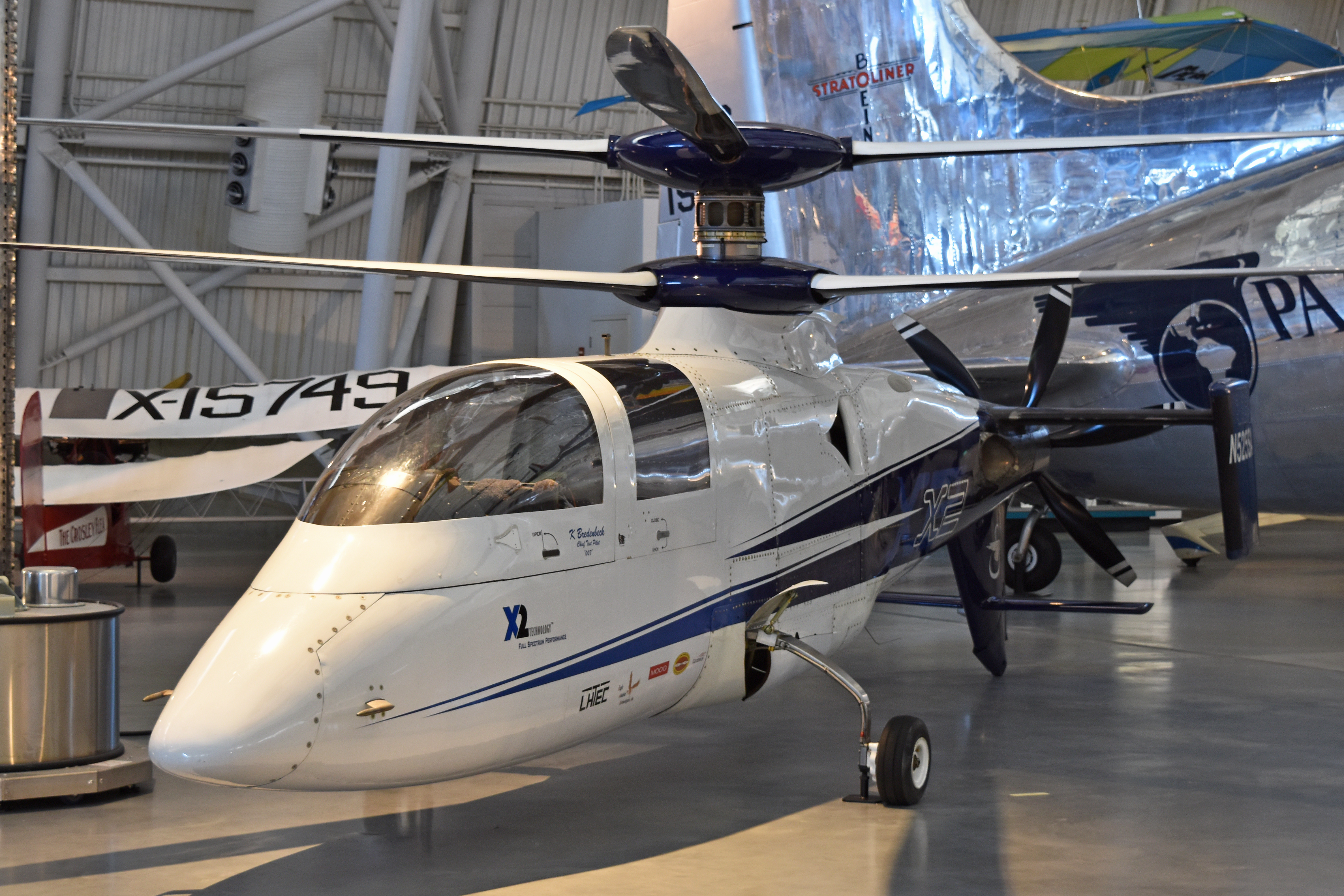
Skjutande propeller på en helikopter (Sikorsky X2).
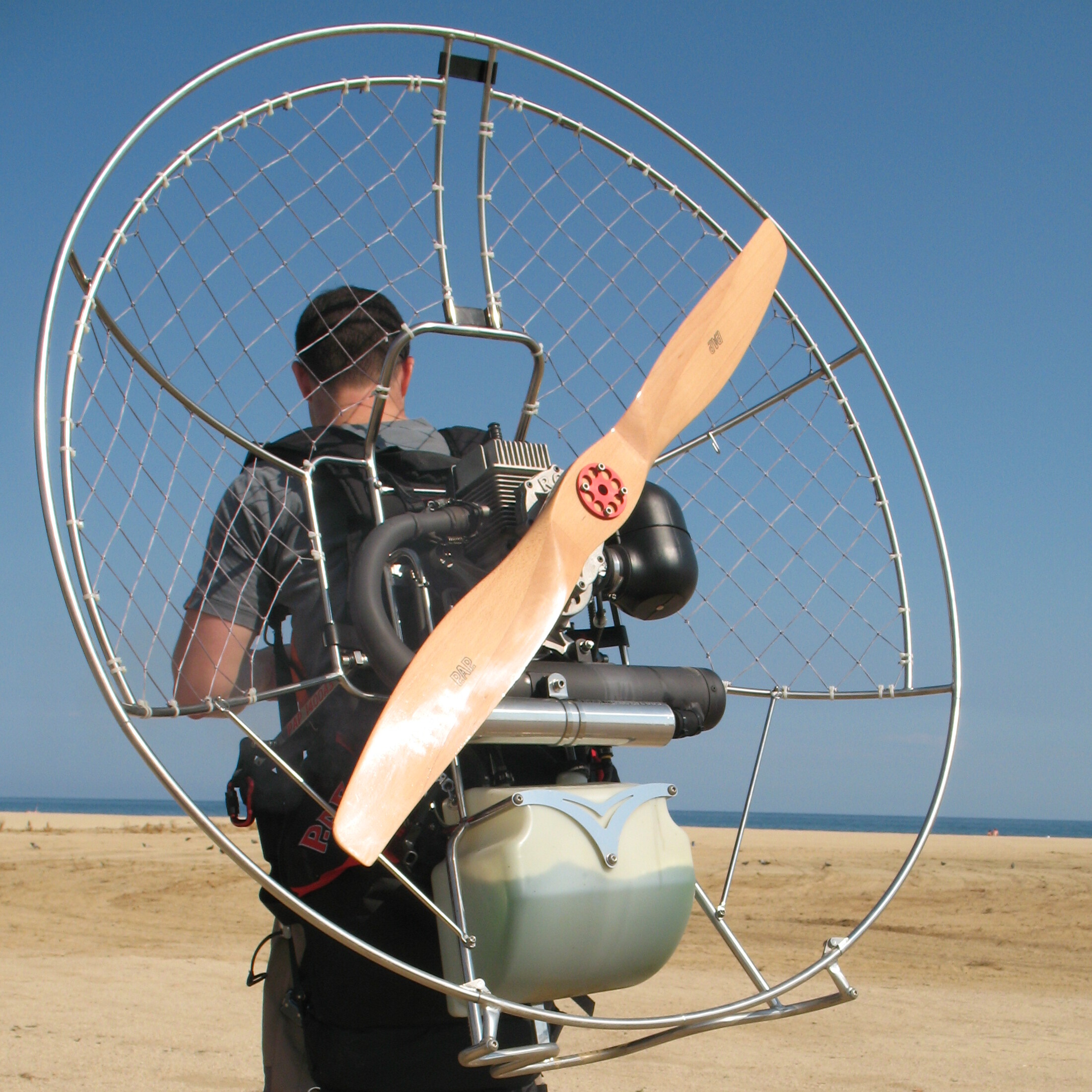
Skjutande propeller på en paramotor.

## Skjutande propeller på flygplan

### Egenskaper
Skjutande propeller på flygplan har både för- och nackdelar. De huvudsakliga fördelarna gäller främst enmotoriga flygplan. Den främsta fördelen är att ge piloten bättre sikt då det inte finns någon propeller som sitter i vägen gentemot en dragande propeller. De andra primära fördelarna är att man lättare kan göra flygplanet mer strömlinjeformat då en propeller även med spinner skapar relativt mycket luftmotstånd gentemot en nos utan propeller och att de blir lättare att montera teknik i nosen då det inte finns något propellerskaft (och oftast inte ens en motor) som tar plats. Detta har historiskt brukats primärt för att installera grövre beväpning i nosen på jaktflygplan och göra det lättare att montera infällbart nosställ.
Nackdelarna med skjutande propeller är dock att det gör det avsevärt svårare att lämna flygplanet i ett nödfall då man enkelt kan åka in i propellerns ark om man hoppar ur kabinen. Detta löser man mest effektivt genom att installera en katapultstol men detta gör konstruktionen avsevärt dyrare och mer komplex. Bortom detta är så har flygplan med skjutande propeller oftast motorn bakom piloten vilket historiskt har skapat problem med kylning då denna konfiguration kräver större kylare gentemot att ha motorn i nosen av planet.

### Konfigurationer
Skjutande motor på flygplan förekommer i diverse olika konfigurationer beroende på flygplan. Flygbåtar till exempel behöver ofta ha sin motor högt ovanför vattnet varav skjutande motor på dessa ofta monteras i en ställning ovanpå vingen till ett konventionellt flygskrov. På flygplan där motor och propeller sitter längst bak i planets skrov krävs det alternativa former av stjärtroder för att ge propellern plats att snurra. Historiskt finns det två vanliga konfigurationer för detta.
- Konfiguration 1 är den så kallad canardvinge utan stjärt som då raderar stjärten och monterar höjdrodret på nosen istället för bakom propellern likt ett konventionellt flygplan. Detta skapar ett obalanserat flygplan då planets masscentrum, som primärt består av motorn, sitter längst bak på planet. Detta är bra då planet blir potentiellt mycket manövrerbart men utan ett välutvecklat kontrollsystem leder detta oftast till ett flygplan som är mycket okontrollerbart.[3]

- Konfiguration 2 är den så kallad dubbel stjärtbom som innebär att stjärten delas upp i två så kallade "stjärtbommar" som går ut baktill från vardera vinge utanför propellerns ark och har höjdrodret emellan dem bakom propellern. Detta skapar ett mycket stabilt flygplan då masscentrum sitter långt fram mellan kontrollytorna. Stabilitet kan ses som både bra och dåligt. Vid flygstrid är stabilitet bra för attackuppdrag men dåligt för kurvstrid då instabilitet är nödvändigt för vissa extrema manövrar.[4]

Dessa är de två vanligaste konfigurationerna när det kommer till flygplan med skjutande motor i aktern av flygkroppen. Det finns alternativa konfigurationer som till exempel att montera höjdroder på sidorna om motorn/propelleraxeln likt ett konventionellt flygplan, men detta är en ytterst ovanlig konfiguration som ofta kräver dubbelt sidoroder ovan och över stjärten för bra stabilitet (Se till exempel: Dornier Do 335 Pfeil).

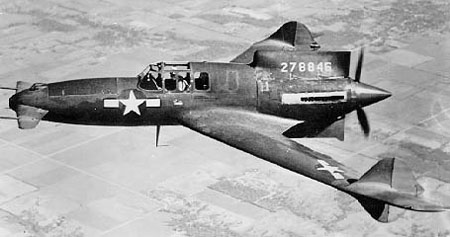
Curtiss-Wright XP-55 Ascender med skjutande propeller och canardvinge utan stjärt.
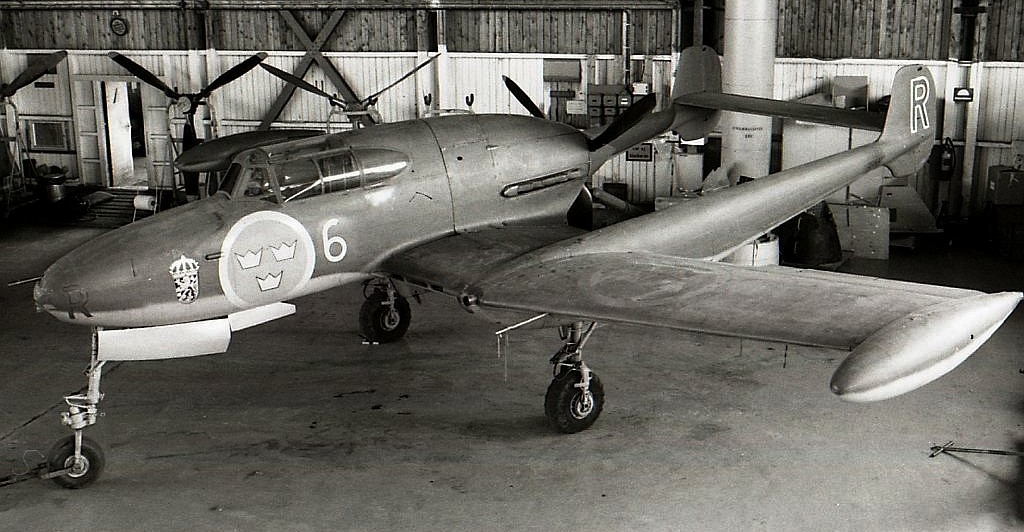
Saab 21 med skjutande propeller mellan dubbla stjärtbommar.
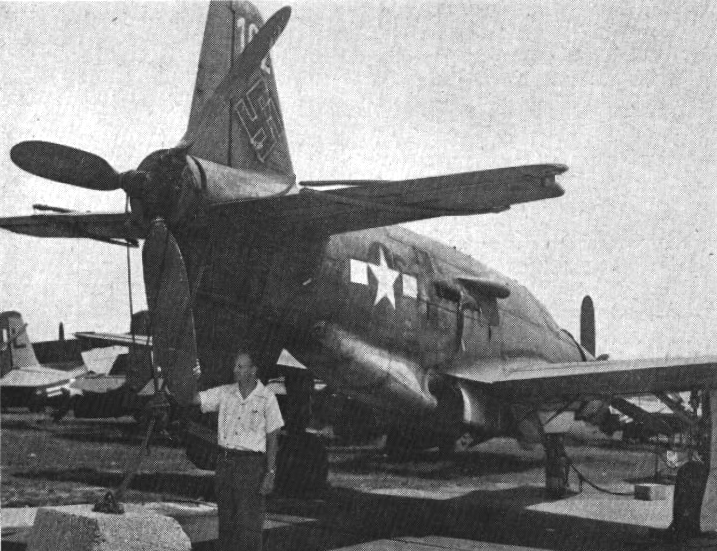
Dornier Do 335 Pfeil med sid- och höjdroder på den skjutande motorn.
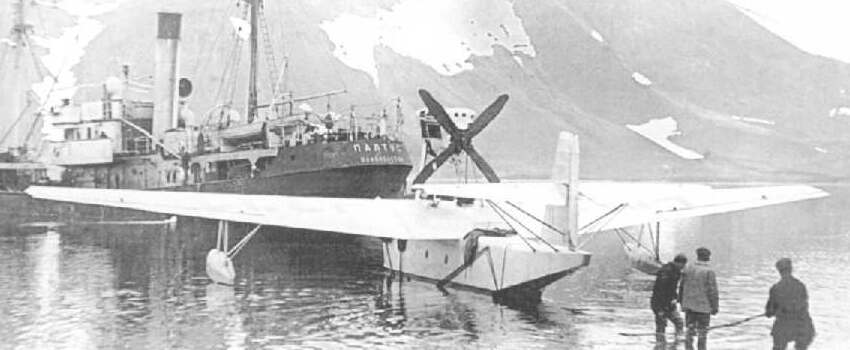
Beriev MBR-2 flygbåt med skjutande motor ovanpå ett konventionellt flygskrov.
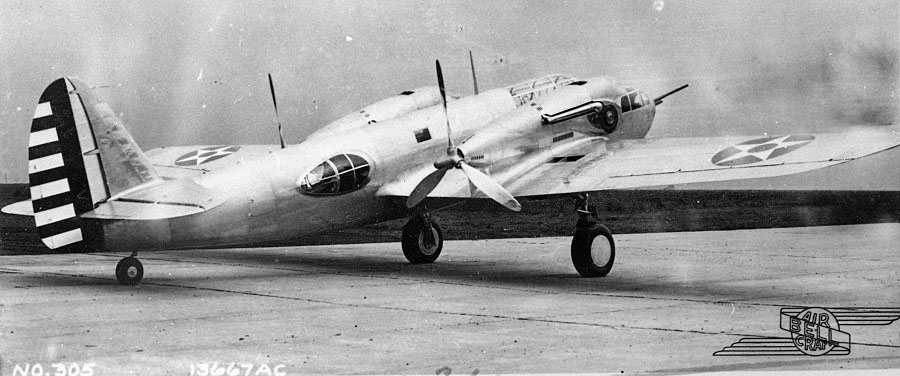
Bell YFM-1 Airacuda(en) med skjutande motor i vinggondoler.
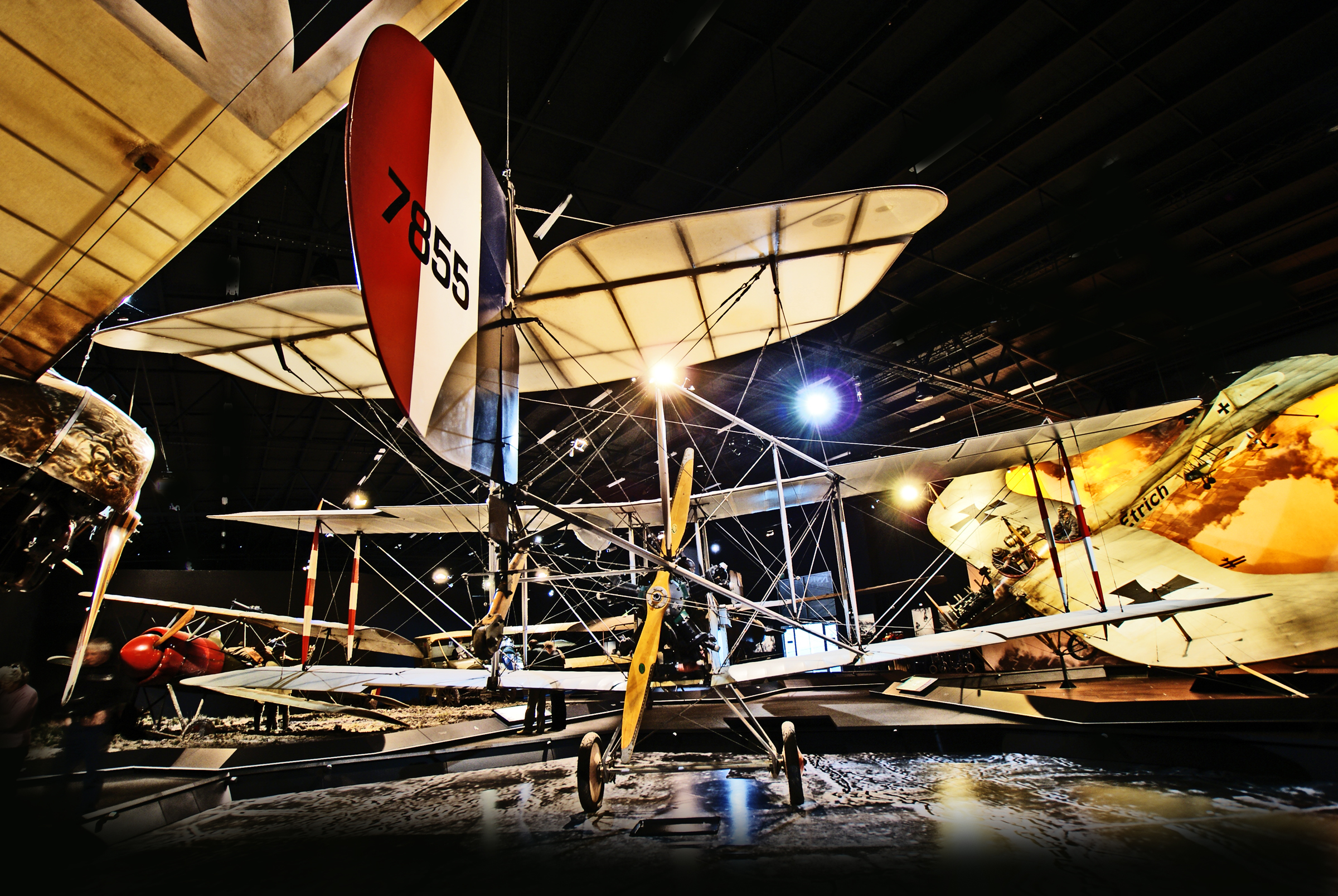
Airco DH 2 med skjutande propeller i fackverkstjärt med konventionella roder.

### Historisk användning på flygplan
Vid flygets början var skjutande propeller till viss del vara lika vanlig som dragande propeller men med tiden blev dragande propeller mer vanlig då det förenklade konstruktionerna och detta lever kvar tills idag. Trots detta har skjutande propeller på flygplan en intressant historia. 
Vad som av många räknar som det första riktiga flygplanet, Wright Flyer I, hade skjutande propellrar. Då denna konstruerades under en tid när flygteknik till stor del var helt outforskat är det okänt ifall det fanns en ide kring de skjutande propellrarna eller om de bara var ett koncept som låg nära till hand.
Tiden fram till första världskriget kom att leda till flera framsteg inom flygteknik där man bland annat insåg de problem som fanns med skjutande propellrar. På grund av den dåtida begränsade tekniken kom skjutande motorer att bli relegerade till bruk på flygbåtar och vissa flermotoriga flygplan då dessa använde sådan motorkonfiguration som lämpade sig mer för skjutande propellrar.
Under andra världskriget, på grund av de fördelar som beskrivs i "egenskaper" ovan, fick skjutande propellrar en form av uppsving. Detta berodde delvis på att tekniken hade avancerats till den punkt där man ansåg att man kunde lösa problemen med att överge flygplanet säkert och att man ansåg att de potentiella fördelarna övervägde nackdelarna. Det gick så långt att i princip alla stormakter under kriget utvecklade minst ett jaktflygplan med skjutande propeller. Några exempel är amerikanska XP-55, japanska J7W, italienska SS.4, nederländska S.21 med många fler onämnda. För att lösa problemen med att säkert överge flygplanet fanns 3 universala idéer. idé nummer 1 var att implementera en katapultstol, idé nummer 2 var att spränga bort propellern och idé 3 var att koppla loss motorn. Då idé 2 och 3 inte gick att implementera praktiskt valde i princip alla att utveckla en katapultstol men enbart Sverige och Tyskland kom att fullborda utvecklingen av en katapultstol.

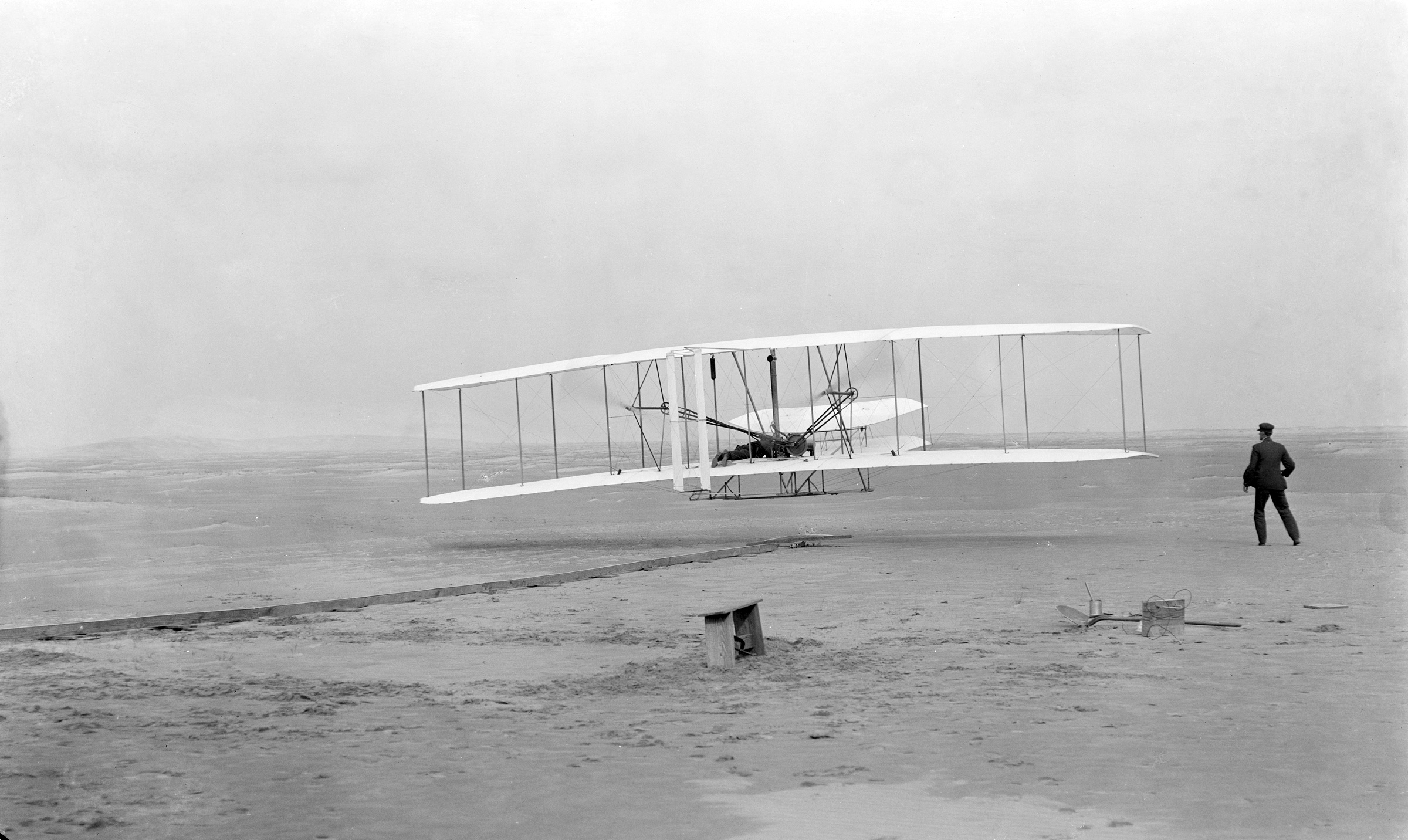
Wright Flyer I
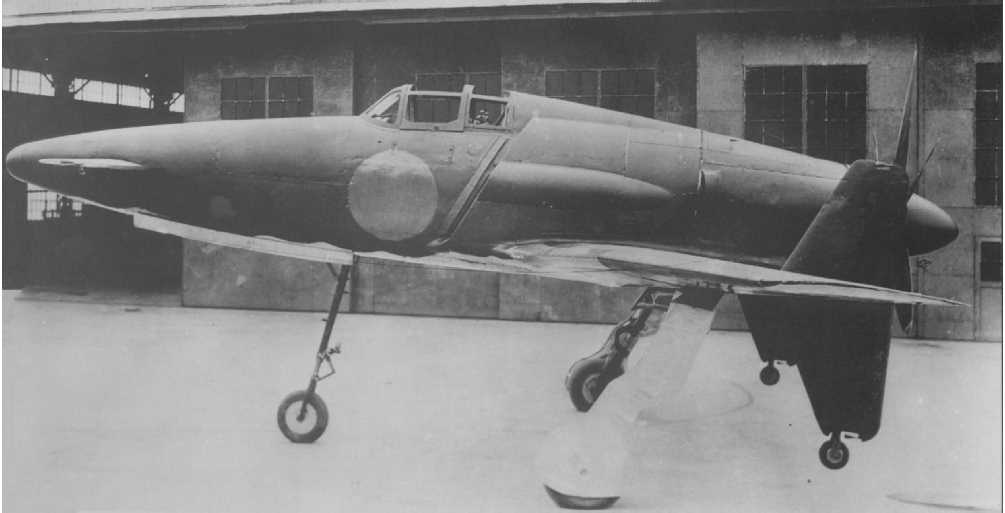
Kyūshū J7W1 Shinden
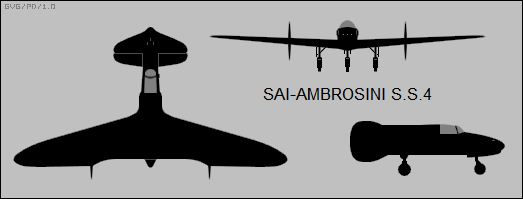
SAI Ambrosini SS.4
De Schelde S.21

Trots detta kom enbart att ett av alla dessa projekt att se fullskalig tjänst och detta var det svenska jaktflygplanet Saab 21. Det som gjorde att Saab 21 var det enda av dessa flygplan som kom i bruk berodde delvis på dess konfiguration och att Sverige inte låg i aktivt krig vilket tillät projektet att fullbordas, till skillnad från Tyskland, Japan och Nederländerna. Dessutom hade Sverige inte hade tid eller pengar att skrota projektet och börja om gentemot andra nationer som USA. Saab 21 var försedd med en så kallad dubbelbom vilket gjorde planet stabilt och enkelflyget. Många andra valde canardvingen och kunde inte lösa stabilitetsproblemen. Dock så visade sig Saab 21 så stabil att det passade bättre som attackflygplan än jaktflygplan och kom att sluta sina dagar som den senare.
Efter andra världskriget kom jetmotorer att ta över militärflyget och skjutande propeller blev något av en raritet inom stridsflyg. USA kom att konstruera ett fåtal strategiska bombflygplan med skjutande propellrar, till exempel Convair B-36 Peacemaker, men bortom dessa finns det inte så många nämnvärda stridsflygplan med skjutande propeller att nämna efter kriget.
Trots detta har skjutande propellrar i modern tid börjat se en tillbakakomst inom militärt bruk. När drönare blev en praktiskt realitet under slutet av 1990-talet och början av 2000-talet försågs många av dessa med skjutande propeller.
På den civila sidan har det alltid funnits ett par modeller på marknaden med skjutande propellrar och denna tradition lever kvar idag med ett par kända exempel som Piaggio P.180 Avanti, Quad City Challenger och Lake Buccaneer.

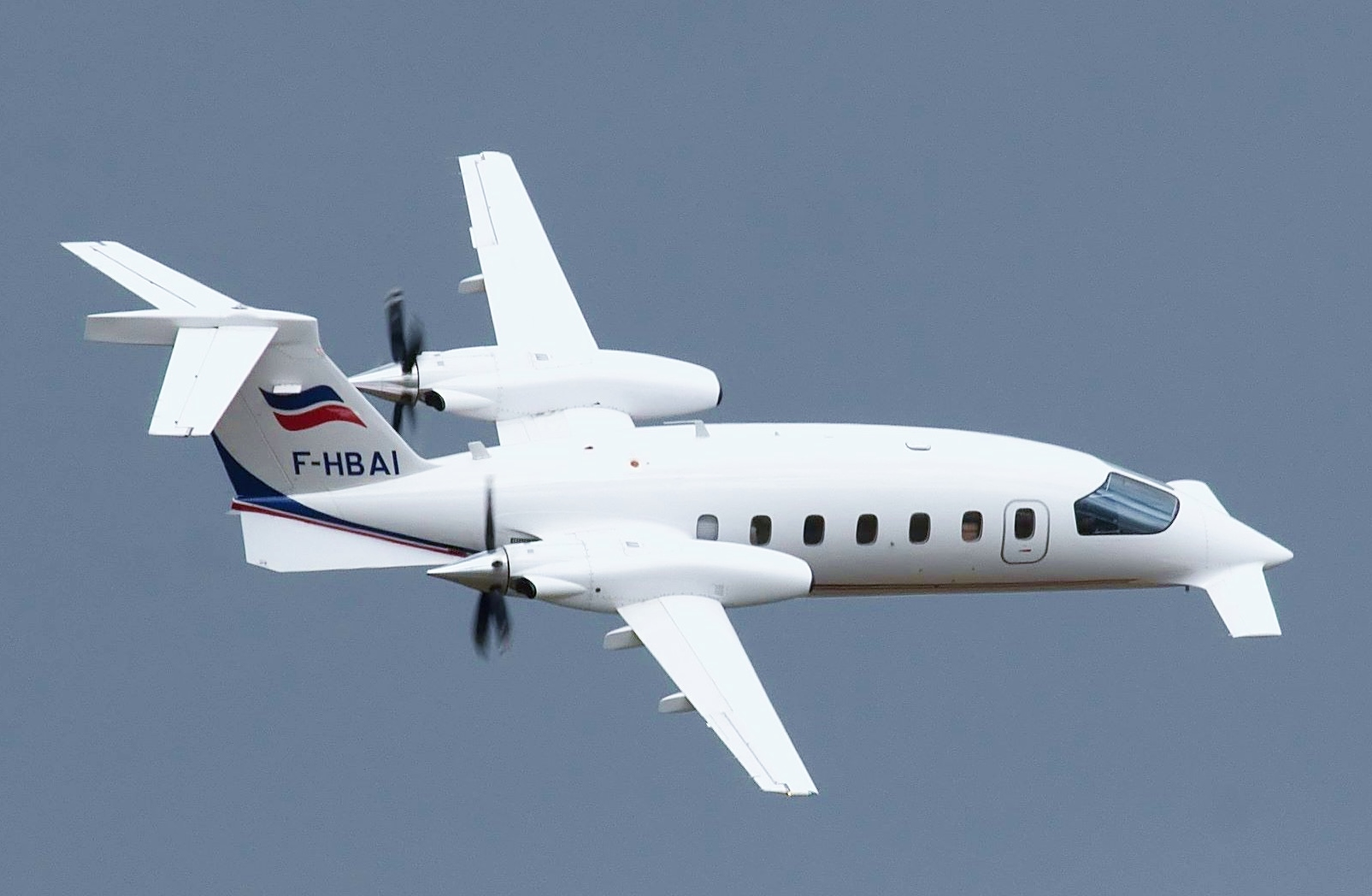
en
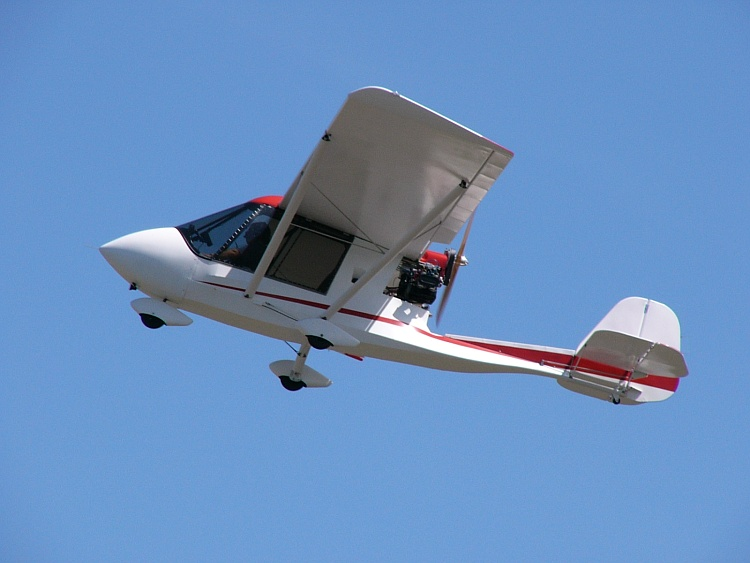
en
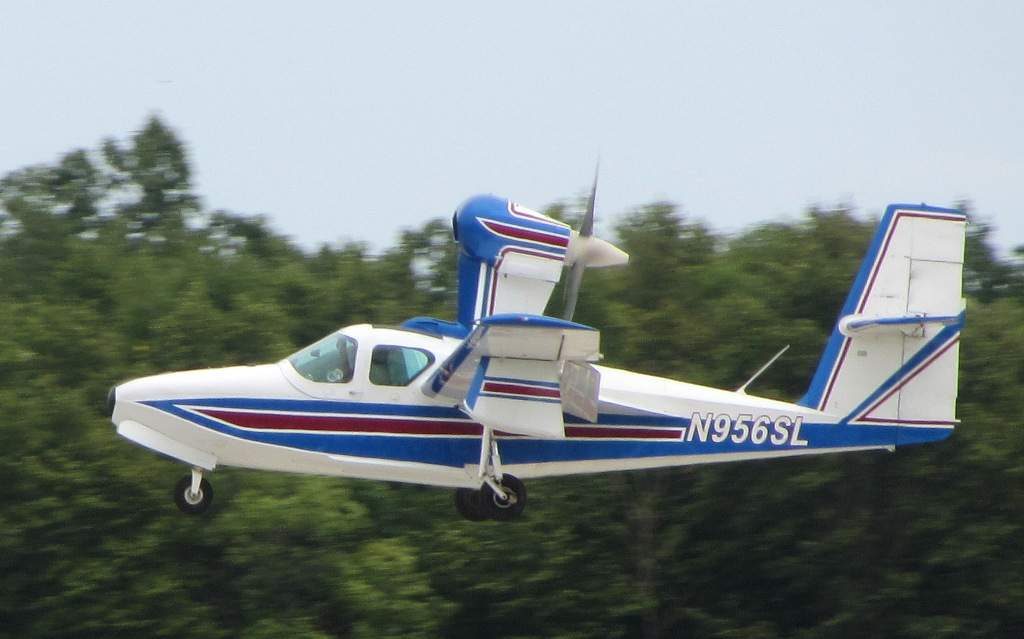
en

- Piaggio P.180 Avanti(en)
- Quad City Challenger(en)
- Lake Buccaneer(en)